# Полом (Добросельское сельское поселение)
Полом — деревня в Монастырщинском районе Смоленской области России. Входит в состав Добросельского сельского поселения. Население — 11 жителей (2007 год). 
Расположена в западной части области в 18 км к юго-западу от Монастырщины, в 63 км западнее автодороги А141 Орёл — Витебск, на берегу реки Вихра. В 61 км восточнее деревни расположена железнодорожная станция Васьково на линии Смоленск — Рославль. 

## История
В годы Великой Отечественной войны деревня была оккупирована гитлеровскими войсками в июле 1941 года, освобождена в сентябре 1943 года.